# Einband-Europameisterschaft 2005

Logo CEB (ausrichtender Verband)

Veranstaltungsort: Aalten

Die Einband-Europameisterschaft 2005 war das 52. Turnier in dieser Disziplin des Karambolagebillards und fand vom 12. bis zum 17. April 2005 in Aalten statt. Es war die 19. Einband-Europameisterschaft in den Niederlanden.

## Geschichte
Mit einem niederländischen Doppelsieg endete die 52. Einband-EM in Aalten. Jean Paul de Bruijn gewann im Finale gegen den amtierenden Dreiband-Weltmeister Dick Jaspers mit 150:103 in acht Aufnahmen. Insgesamt wurde bei dieser EM so stark wie noch nie gespielt. Das drückt der Turnierdurchschnitt von 10,83 in der Endrunde aus. Ausgezeichneter Dritter wurde Fabian Blondeel zusammen mit dem Titelverteidiger Alain Rémond.

## Turniermodus
Gespielt wurde eine 1. Qualifikationsrunde mit 7 Gruppen à 2–3 Spielern, wovon sich die 7 Gruppensieger und für die 2. Qualifikationsrunde qualifizierten. Dann wurden in der Haupt-Qualifikation wieder 7 Gruppen à 3 Teilnehmer gebildet, in denen 14 gesetzte Spieler nach CEB-Rangliste und die sieben Sieler der 3. Qualifikationsrunde sieben Plätze für das Hauptturnier ausspielten. Der Titelverteidiger war für das Hauptturnier gesetzt. Jetzt wurden 2 Gruppen à 4 Spieler gebildet. In der Vorqualifikationen wurde bis 100 Punkte gespielt. Danach wurde in der Haupt-Qualifikation bis 125 Punkte und in der Endrunde bis 150 Punkte gespielt. Die Gruppenersten und die Gruppenzweiten spielten im KO-System den Sieger aus. Der dritte Platz wurde nicht mehr ausgespielt. Damit gab es zwei Drittplatzierte
Bei MP-Gleichstand wird in folgender Reihenfolge gewertet:
1. MP = Matchpunkte
2. GD = Generaldurchschnitt
3. HS = Höchstserie

## Qualifikation

### Vor-Vor-Vor-Qualifikation
| MP    | Match Points (Sieger = 2; Unentschieden = 1; Verlierer = 0) |
| Pkte. | Erzielte Karambolagen                                       |
| Aufn. | Benötigte Versuche                                          |
| GD    | Generaldurchschnitt                                         |
| BED   | Bester Einzeldurchschnitt eines Spielers                    |
| HS    | Höchstserie                                                 |
|       | Bester GD des Turniers                                      |
|       | Bester ED des Turniers                                      |
|       | Beste HS des Turniers                                       |
|       | 1. Platz (Gold)                                             |
|       | 2. Platz (Silber)                                           |
|       | 3. Platz (Bronze)                                           |

| Abschlusstabelle Gruppe A | Abschlusstabelle Gruppe A | Abschlusstabelle Gruppe A | Abschlusstabelle Gruppe A | Abschlusstabelle Gruppe A | Abschlusstabelle Gruppe A | Abschlusstabelle Gruppe A | Abschlusstabelle Gruppe A |
| Platz                     | Name                      | MP                        | Pkte                      | Aufn.                     | GD                        | BED                       | HS                        |
| ------------------------- | ------------------------- | ------------------------- | ------------------------- | ------------------------- | ------------------------- | ------------------------- | ------------------------- |
| 1                         | Michael van Bochem        | 4:0                       | 200                       | 43                        | 4,65                      | 7,14                      | 24                        |
| 2                         | Sander Franken            | 2:2                       | 136                       | 85                        | 1,60                      | 1,78                      | 8                         |
| 3                         | Henk Prinsen              | 0:4                       | 94                        | 70                        | 1,34                      | –                         | 10                        |

| Abschlusstabelle Gruppe B | Abschlusstabelle Gruppe B | Abschlusstabelle Gruppe B | Abschlusstabelle Gruppe B | Abschlusstabelle Gruppe B | Abschlusstabelle Gruppe B | Abschlusstabelle Gruppe B | Abschlusstabelle Gruppe B |
| Platz                     | Name                      | MP                        | Pkte                      | Aufn.                     | GD                        | BED                       | HS                        |
| ------------------------- | ------------------------- | ------------------------- | ------------------------- | ------------------------- | ------------------------- | ------------------------- | ------------------------- |
| 1                         | Wiel van Gemert           | 4:0                       | 200                       | 35                        | 5,71                      | 8,33                      | 68                        |
| 2                         | Willem Siebelink          | 2:2                       | 196                       | 51                        | 3,84                      | 3,57                      | 18                        |
| 3                         | Jan Franken               | 0:4                       | 61                        | 40                        | 1,52                      | –                         | 7                         |

| Abschlusstabelle Gruppe C | Abschlusstabelle Gruppe C | Abschlusstabelle Gruppe C | Abschlusstabelle Gruppe C | Abschlusstabelle Gruppe C | Abschlusstabelle Gruppe C | Abschlusstabelle Gruppe C | Abschlusstabelle Gruppe C |
| Platz                     | Name                      | MP                        | Pkte                      | Aufn.                     | GD                        | BED                       | HS                        |
| ------------------------- | ------------------------- | ------------------------- | ------------------------- | ------------------------- | ------------------------- | ------------------------- | ------------------------- |
| 1                         | George Kenter             | 4:0                       | 200                       | 69                        | 2,89                      | 3,03                      | 20                        |
| 2                         | Johan Schollink           | 2:2                       | 184                       | 90                        | 2,04                      | 1,88                      | 14                        |
| 3                         | Asmond de Jong            | 0:4                       | 151                       | 86                        | 1,75                      | –                         | 20                        |

| Abschlusstabelle Gruppe D | Abschlusstabelle Gruppe D | Abschlusstabelle Gruppe D | Abschlusstabelle Gruppe D | Abschlusstabelle Gruppe D | Abschlusstabelle Gruppe D | Abschlusstabelle Gruppe D | Abschlusstabelle Gruppe D |
| Platz                     | Name                      | MP                        | Pkte                      | Aufn.                     | GD                        | BED                       | HS                        |
| ------------------------- | ------------------------- | ------------------------- | ------------------------- | ------------------------- | ------------------------- | ------------------------- | ------------------------- |
| 1                         | René Tull                 | 4:0                       | 200                       | 39                        | 5,12                      | 5,55                      | 22                        |
| 2                         | Geert Woordes             | 2:2                       | 155                       | 58                        | 2,67                      | 2,27                      | 11                        |
| 3                         | Timo Peters               | 0:4                       | 158                       | 65                        | 2,43                      | –                         | 13                        |

| Abschlusstabelle Gruppe E | Abschlusstabelle Gruppe E | Abschlusstabelle Gruppe E | Abschlusstabelle Gruppe E | Abschlusstabelle Gruppe E | Abschlusstabelle Gruppe E | Abschlusstabelle Gruppe E | Abschlusstabelle Gruppe E |
| Platz                     | Name                      | MP                        | Pkte                      | Aufn.                     | GD                        | BED                       | HS                        |
| ------------------------- | ------------------------- | ------------------------- | ------------------------- | ------------------------- | ------------------------- | ------------------------- | ------------------------- |
| 1                         | Dennis Timmers            | 4:0                       | 200                       | 37                        | 5,40                      | 16,66                     | 37                        |
| 2                         | Peter Volleberg           | 2:2                       | 153                       | 23                        | 6,65                      | 5,88                      | 42                        |
| 3                         | Chris Boelhouwer          | 0:4                       | 103                       | 48                        | 2,14                      | –                         | 13                        |

| Abschlusstabelle Gruppe F | Abschlusstabelle Gruppe F | Abschlusstabelle Gruppe F | Abschlusstabelle Gruppe F | Abschlusstabelle Gruppe F | Abschlusstabelle Gruppe F | Abschlusstabelle Gruppe F | Abschlusstabelle Gruppe F |
| Platz                     | Name                      | MP                        | Pkte                      | Aufn.                     | GD                        | BED                       | HS                        |
| ------------------------- | ------------------------- | ------------------------- | ------------------------- | ------------------------- | ------------------------- | ------------------------- | ------------------------- |
| 1                         | Gerrit van Beek           | 4:0                       | 200                       | 38                        | 5,26                      | 5,88                      | 30                        |
| 2                         | Frank Ubbink              | 0:4                       | 45                        | 38                        | 1,18                      | –                         | 8                         |

| Abschlusstabelle Gruppe G | Abschlusstabelle Gruppe G | Abschlusstabelle Gruppe G | Abschlusstabelle Gruppe G | Abschlusstabelle Gruppe G | Abschlusstabelle Gruppe G | Abschlusstabelle Gruppe G | Abschlusstabelle Gruppe G |
| Platz                     | Name                      | MP                        | Pkte                      | Aufn.                     | GD                        | BED                       | HS                        |
| ------------------------- | ------------------------- | ------------------------- | ------------------------- | ------------------------- | ------------------------- | ------------------------- | ------------------------- |
| 1                         | Freek Ottenhof            | 4:0                       | 200                       | 61                        | 3,27                      | 5,26                      | 19                        |
| 2                         | Erik van Schaik           | 0:4                       | 76                        | 61                        | 1,24                      | –                         | 6                         |

### Vor-Vor-Qualifikation
| Abschlusstabelle Gruppe A | Abschlusstabelle Gruppe A | Abschlusstabelle Gruppe A | Abschlusstabelle Gruppe A | Abschlusstabelle Gruppe A | Abschlusstabelle Gruppe A | Abschlusstabelle Gruppe A | Abschlusstabelle Gruppe A |
| Platz                     | Name                      | MP                        | Pkte                      | Aufn.                     | GD                        | BED                       | HS                        |
| ------------------------- | ------------------------- | ------------------------- | ------------------------- | ------------------------- | ------------------------- | ------------------------- | ------------------------- |
| 1                         | Peter Volleberg           | 4:0                       | 200                       | 30                        | 6,66                      | 7,14                      | 23                        |
| 2                         | Thomas Nockemann          | 2:2                       | 163                       | 33                        | 4,93                      | 5,26                      | 25                        |
| 3                         | Patrick Dupont            | 0:4                       | 166                       | 35                        | 4,74                      | –                         | 23                        |

| Abschlusstabelle Gruppe B | Abschlusstabelle Gruppe B | Abschlusstabelle Gruppe B | Abschlusstabelle Gruppe B | Abschlusstabelle Gruppe B | Abschlusstabelle Gruppe B | Abschlusstabelle Gruppe B | Abschlusstabelle Gruppe B |
| Platz                     | Name                      | MP                        | Pkte                      | Aufn.                     | GD                        | BED                       | HS                        |
| ------------------------- | ------------------------- | ------------------------- | ------------------------- | ------------------------- | ------------------------- | ------------------------- | ------------------------- |
| 1                         | Markus Dömer              | 4:0                       | 200                       | 54                        | 3,70                      | 4,00                      | 20                        |
| 2                         | Otto Hitzinger            | 2:2                       | 136                       | 72                        | 1,88                      | 2,32                      | 15                        |
| 3                         | George Kenter             | 0:4                       | 187                       | 68                        | 2,75                      | –                         | 29                        |

| Abschlusstabelle Gruppe C | Abschlusstabelle Gruppe C | Abschlusstabelle Gruppe C | Abschlusstabelle Gruppe C | Abschlusstabelle Gruppe C | Abschlusstabelle Gruppe C | Abschlusstabelle Gruppe C | Abschlusstabelle Gruppe C |
| Platz                     | Name                      | MP                        | Pkte                      | Aufn.                     | GD                        | BED                       | HS                        |
| ------------------------- | ------------------------- | ------------------------- | ------------------------- | ------------------------- | ------------------------- | ------------------------- | ------------------------- |
| 1                         | Freek Ottenhof            | 4:0                       | 200                       | 31                        | 6,45                      | 8,33                      | 40                        |
| 2                         | Markus Melerski           | 2:2                       | 168                       | 49                        | 3,42                      | 3,33                      | 14                        |
| 3                         | Carlos Tuset              | 0:4                       | 144                       | 42                        | 3,42                      | –                         | 22                        |

| Abschlusstabelle Gruppe D | Abschlusstabelle Gruppe D | Abschlusstabelle Gruppe D | Abschlusstabelle Gruppe D | Abschlusstabelle Gruppe D | Abschlusstabelle Gruppe D | Abschlusstabelle Gruppe D | Abschlusstabelle Gruppe D |
| Platz                     | Name                      | MP                        | Pkte                      | Aufn.                     | GD                        | BED                       | HS                        |
| ------------------------- | ------------------------- | ------------------------- | ------------------------- | ------------------------- | ------------------------- | ------------------------- | ------------------------- |
| 1                         | Ludger Havlik             | 4:0                       | 200                       | 43                        | 4,65                      | 8,33                      | 31                        |
| 2                         | Michael van Bochem        | 2:2                       | 161                       | 47                        | 3,42                      | 2,85                      | 29                        |
| 3                         | Sylvain Soumagne          | 0:4                       | 169                       | 66                        | 2,56                      | –                         | 14                        |

| Abschlusstabelle Gruppe E | Abschlusstabelle Gruppe E | Abschlusstabelle Gruppe E | Abschlusstabelle Gruppe E | Abschlusstabelle Gruppe E | Abschlusstabelle Gruppe E | Abschlusstabelle Gruppe E | Abschlusstabelle Gruppe E |
| Platz                     | Name                      | MP                        | Pkte                      | Aufn.                     | GD                        | BED                       | HS                        |
| ------------------------- | ------------------------- | ------------------------- | ------------------------- | ------------------------- | ------------------------- | ------------------------- | ------------------------- |
| 1                         | René Tull                 | 4:0                       | 200                       | 63                        | 3,17                      | 3,44                      | 32                        |
| 2                         | Vladislav Tauterman       | 2:2                       | 165                       | 54                        | 3,05                      | 4,00                      | 17                        |
| 3                         | Carsten Krane             | 0:4                       | 131                       | 59                        | 2,22                      | –                         | 13                        |

| Abschlusstabelle Gruppe F | Abschlusstabelle Gruppe F | Abschlusstabelle Gruppe F | Abschlusstabelle Gruppe F | Abschlusstabelle Gruppe F | Abschlusstabelle Gruppe F | Abschlusstabelle Gruppe F | Abschlusstabelle Gruppe F |
| Platz                     | Name                      | MP                        | Pkte                      | Aufn.                     | GD                        | BED                       | HS                        |
| ------------------------- | ------------------------- | ------------------------- | ------------------------- | ------------------------- | ------------------------- | ------------------------- | ------------------------- |
| 1                         | Sven Daske                | 4:0                       | 200                       | 43                        | 4,65                      | 5,26                      | 36                        |
| 2                         | Gerrit van Beek           | 2:2                       | 186                       | 38                        | 4,89                      | 5,26                      | 34                        |
| 3                         | Pierre Soumagne           | 0:4                       | 152                       | 43                        | 3,53                      | –                         | 23                        |

| Abschlusstabelle Gruppe G | Abschlusstabelle Gruppe G | Abschlusstabelle Gruppe G | Abschlusstabelle Gruppe G | Abschlusstabelle Gruppe G | Abschlusstabelle Gruppe G | Abschlusstabelle Gruppe G | Abschlusstabelle Gruppe G |
| Platz                     | Name                      | MP                        | Pkte                      | Aufn.                     | GD                        | BED                       | HS                        |
| ------------------------- | ------------------------- | ------------------------- | ------------------------- | ------------------------- | ------------------------- | ------------------------- | ------------------------- |
| 1                         | Wiel van Gemert           | 4:0                       | 200                       | 41                        | 4,87                      | 5,88                      | 54                        |
| 2                         | Dennis Timmers            | 2:2                       | 144                       | 35                        | 4,11                      | 5,55                      | 25                        |
| 3                         | Janis Ziogas              | 0:4                       | 106                       | 42                        | 2,52                      | –                         | 9                         |

### Vor-Qualifikation
| Abschlusstabelle Gruppe A | Abschlusstabelle Gruppe A | Abschlusstabelle Gruppe A | Abschlusstabelle Gruppe A | Abschlusstabelle Gruppe A | Abschlusstabelle Gruppe A | Abschlusstabelle Gruppe A | Abschlusstabelle Gruppe A |
| Platz                     | Name                      | MP                        | Pkte                      | Aufn.                     | GD                        | BED                       | HS                        |
| ------------------------- | ------------------------- | ------------------------- | ------------------------- | ------------------------- | ------------------------- | ------------------------- | ------------------------- |
| 1                         | Eddy Leppens              | 4:0                       | 200                       | 27                        | 7,40                      | 8,33                      | 40                        |
| 2                         | Ferdinand Polman          | 2:2                       | 185                       | 26                        | 7,11                      | 9,09                      | 31                        |
| 3                         | Markus Dömer              | 0:4                       | 155                       | 23                        | 6,73                      | –                         | 24                        |

| Abschlusstabelle Gruppe B | Abschlusstabelle Gruppe B | Abschlusstabelle Gruppe B | Abschlusstabelle Gruppe B | Abschlusstabelle Gruppe B | Abschlusstabelle Gruppe B | Abschlusstabelle Gruppe B | Abschlusstabelle Gruppe B |
| Platz                     | Name                      | MP                        | Pkte                      | Aufn.                     | GD                        | BED                       | HS                        |
| ------------------------- | ------------------------- | ------------------------- | ------------------------- | ------------------------- | ------------------------- | ------------------------- | ------------------------- |
| 1                         | Ludger Havlik             | 4:0                       | 200                       | 21                        | 9,52                      | 10,00                     | 32                        |
| 2                         | Ad Klijn                  | 2:2                       | 150                       | 21                        | 7,14                      | 10,00                     | 28                        |
| 3                         | Jordi Gassó               | 0:4                       | 50                        | 20                        | 2,50                      | –                         | 8                         |

| Abschlusstabelle Gruppe C | Abschlusstabelle Gruppe C | Abschlusstabelle Gruppe C | Abschlusstabelle Gruppe C | Abschlusstabelle Gruppe C | Abschlusstabelle Gruppe C | Abschlusstabelle Gruppe C | Abschlusstabelle Gruppe C |
| Platz                     | Name                      | MP                        | Pkte                      | Aufn.                     | GD                        | BED                       | HS                        |
| ------------------------- | ------------------------- | ------------------------- | ------------------------- | ------------------------- | ------------------------- | ------------------------- | ------------------------- |
| 1                         | N. Gerassimopoulos        | 4:0                       | 200                       | 33                        | 6,06                      | 6,25                      | 17                        |
| 2                         | René Tull                 | 2:2                       | 157                       | 32                        | 4,90                      | 6,25                      | 27                        |
| 3                         | Juan Carlos Pareras       | 0:4                       | 114                       | 33                        | 3,45                      | –                         | 37                        |

| Abschlusstabelle Gruppe D | Abschlusstabelle Gruppe D | Abschlusstabelle Gruppe D | Abschlusstabelle Gruppe D | Abschlusstabelle Gruppe D | Abschlusstabelle Gruppe D | Abschlusstabelle Gruppe D | Abschlusstabelle Gruppe D |
| Platz                     | Name                      | MP                        | Pkte                      | Aufn.                     | GD                        | BED                       | HS                        |
| ------------------------- | ------------------------- | ------------------------- | ------------------------- | ------------------------- | ------------------------- | ------------------------- | ------------------------- |
| 1                         | Henri Tilleman            | 4:0                       | 200                       | 21                        | 9,52                      | 10,00                     | 60                        |
| 2                         | Bernard Villiers          | 2:2                       | 176                       | 28                        | 6,28                      | 5,88                      | 57                        |
| 3                         | Sven Daske                | 0:4                       | 90                        | 27                        | 3,33                      | –                         | 14                        |

| Abschlusstabelle Gruppe E | Abschlusstabelle Gruppe E | Abschlusstabelle Gruppe E | Abschlusstabelle Gruppe E | Abschlusstabelle Gruppe E | Abschlusstabelle Gruppe E | Abschlusstabelle Gruppe E | Abschlusstabelle Gruppe E |
| Platz                     | Name                      | MP                        | Pkte                      | Aufn.                     | GD                        | BED                       | HS                        |
| ------------------------- | ------------------------- | ------------------------- | ------------------------- | ------------------------- | ------------------------- | ------------------------- | ------------------------- |
| 1                         | Wiel van Gemert           | 4:0                       | 200                       | 29                        | 6,89                      | 10,00                     | 47                        |
| 2                         | Juan Espinasa             | 2:2                       | 163                       | 46                        | 3,54                      | 3,70                      | 19                        |
| 3                         | Claude Bauduin            | 0:4                       | 108                       | 37                        | 2,91                      | –                         | 16                        |

| Abschlusstabelle Gruppe F | Abschlusstabelle Gruppe F | Abschlusstabelle Gruppe F | Abschlusstabelle Gruppe F | Abschlusstabelle Gruppe F | Abschlusstabelle Gruppe F | Abschlusstabelle Gruppe F | Abschlusstabelle Gruppe F |
| Platz                     | Name                      | MP                        | Pkte                      | Aufn.                     | GD                        | BED                       | HS                        |
| ------------------------- | ------------------------- | ------------------------- | ------------------------- | ------------------------- | ------------------------- | ------------------------- | ------------------------- |
| 1                         | Patrick Niessen           | 4:0                       | 200                       | 25                        | 8,00                      | 8,33                      | 44                        |
| 2                         | Laurent Guénet            | 2:2                       | 178                       | 24                        | 7,41                      | 8,33                      | 43                        |
| 3                         | Freek Ottenhof            | 0:4                       | 167                       | 25                        | 6,68                      | –                         | 30                        |

| Abschlusstabelle Gruppe G | Abschlusstabelle Gruppe G | Abschlusstabelle Gruppe G | Abschlusstabelle Gruppe G | Abschlusstabelle Gruppe G | Abschlusstabelle Gruppe G | Abschlusstabelle Gruppe G | Abschlusstabelle Gruppe G |
| Platz                     | Name                      | MP                        | Pkte                      | Aufn.                     | GD                        | BED                       | HS                        |
| ------------------------- | ------------------------- | ------------------------- | ------------------------- | ------------------------- | ------------------------- | ------------------------- | ------------------------- |
| 1                         | Peter Volleberg           | 4:0                       | 200                       | 28                        | 7,14                      | 9,09                      | 30                        |
| 2                         | Marek Faus                | 2:2                       | 181                       | 23                        | 7,86                      | 8,33                      | 50                        |
| 3                         | Xavier le Roy             | 0:4                       | 107                       | 29                        | 3,68                      | –                         | 24                        |

### Haupt-Qualifikation
| Abschlusstabelle Gruppe A | Abschlusstabelle Gruppe A | Abschlusstabelle Gruppe A | Abschlusstabelle Gruppe A | Abschlusstabelle Gruppe A | Abschlusstabelle Gruppe A | Abschlusstabelle Gruppe A | Abschlusstabelle Gruppe A |
| Platz                     | Name                      | MP                        | Pkte                      | Aufn.                     | GD                        | BED                       | HS                        |
| ------------------------- | ------------------------- | ------------------------- | ------------------------- | ------------------------- | ------------------------- | ------------------------- | ------------------------- |
| 1                         | Dick Jaspers              | 4:0                       | 250                       | 17                        | 14,70                     | 20,83                     | 59                        |
| 2                         | N. Gerassimopoulos        | 2:2                       | 155                       | 26                        | 5,96                      | 6,25                      | 32                        |
| 3                         | Esteve Mata               | 0:4                       | 177                       | 31                        | 5,70                      | –                         | 33                        |

| Abschlusstabelle Gruppe B | Abschlusstabelle Gruppe B | Abschlusstabelle Gruppe B | Abschlusstabelle Gruppe B | Abschlusstabelle Gruppe B | Abschlusstabelle Gruppe B | Abschlusstabelle Gruppe B | Abschlusstabelle Gruppe B |
| Platz                     | Name                      | MP                        | Pkte                      | Aufn.                     | GD                        | BED                       | HS                        |
| ------------------------- | ------------------------- | ------------------------- | ------------------------- | ------------------------- | ------------------------- | ------------------------- | ------------------------- |
| 1                         | Michel van Silfhout       | 3:3                       | 250                       | 27                        | 9,25                      | 13,88                     | 49                        |
| 2                         | Wiel van Gemert           | 3:3                       | 250                       | 32                        | 7,81                      | 8,92                      | 45                        |
| 3                         | Eric Castener             | 0:4                       | 88                        | 23                        | 2,82                      | 8,92                      | 25                        |

| Abschlusstabelle Gruppe C | Abschlusstabelle Gruppe C | Abschlusstabelle Gruppe C | Abschlusstabelle Gruppe C | Abschlusstabelle Gruppe C | Abschlusstabelle Gruppe C | Abschlusstabelle Gruppe C | Abschlusstabelle Gruppe C |
| Platz                     | Name                      | MP                        | Pkte                      | Aufn.                     | GD                        | BED                       | HS                        |
| ------------------------- | ------------------------- | ------------------------- | ------------------------- | ------------------------- | ------------------------- | ------------------------- | ------------------------- |
| 1                         | Jean Paul de Bruijn       | 4:0                       | 250                       | 16                        | 15,62                     | 15,62                     | 46                        |
| 2                         | Peter Volleberg           | 2:2                       | 168                       | 25                        | 6,72                      | 7,35                      | 45                        |
| 3                         | Rafael Garcia             | 0:4                       | 215                       | 25                        | 8,60                      | –                         | 35                        |

| Abschlusstabelle Gruppe D | Abschlusstabelle Gruppe D | Abschlusstabelle Gruppe D | Abschlusstabelle Gruppe D | Abschlusstabelle Gruppe D | Abschlusstabelle Gruppe D | Abschlusstabelle Gruppe D | Abschlusstabelle Gruppe D |
| Platz                     | Name                      | MP                        | Pkte                      | Aufn.                     | GD                        | BED                       | HS                        |
| ------------------------- | ------------------------- | ------------------------- | ------------------------- | ------------------------- | ------------------------- | ------------------------- | ------------------------- |
| 1                         | Fabian Blondeel           | 4:0                       | 250                       | 21                        | 11,90                     | 12,50                     | 35                        |
| 2                         | Eddy Leppens              | 2:2                       | 187                       | 22                        | 8,50                      | 10,46                     | 30                        |
| 3                         | Martien van der Spoel     | 0:4                       | 125                       | 23                        | 5,43                      | –                         | 28                        |

| Abschlusstabelle Gruppe E | Abschlusstabelle Gruppe E | Abschlusstabelle Gruppe E | Abschlusstabelle Gruppe E | Abschlusstabelle Gruppe E | Abschlusstabelle Gruppe E | Abschlusstabelle Gruppe E | Abschlusstabelle Gruppe E |
| Platz                     | Name                      | MP                        | Pkte                      | Aufn.                     | GD                        | BED                       | HS                        |
| ------------------------- | ------------------------- | ------------------------- | ------------------------- | ------------------------- | ------------------------- | ------------------------- | ------------------------- |
| 1                         | Wolfgang Zenkner          | 4:0                       | 250                       | 39                        | 6,41                      | 7,35                      | 29                        |
| 2                         | Francisco Fortiana        | 2:2                       | 221                       | 34                        | 6,50                      | 7,35                      | 31                        |
| 3                         | Patrick Niessen           | 0:4                       | 241                       | 39                        | 6,17                      | –                         | 36                        |

| Abschlusstabelle Gruppe F | Abschlusstabelle Gruppe F | Abschlusstabelle Gruppe F | Abschlusstabelle Gruppe F | Abschlusstabelle Gruppe F | Abschlusstabelle Gruppe F | Abschlusstabelle Gruppe F | Abschlusstabelle Gruppe F |
| Platz                     | Name                      | MP                        | Pkte                      | Aufn.                     | GD                        | BED                       | HS                        |
| ------------------------- | ------------------------- | ------------------------- | ------------------------- | ------------------------- | ------------------------- | ------------------------- | ------------------------- |
| 1                         | Arnim Kahofer             | 2:2                       | 181                       | 17                        | 10,64                     | 13,88                     | 30                        |
| 2                         | Ludger Havlik             | 2:2                       | 218                       | 27                        | 8,07                      | 15,62                     | 55                        |
| 3                         | Louis Edelin              | 2:2                       | 187                       | 28                        | 6,67                      | 6,57                      | 37                        |

| Abschlusstabelle Gruppe G | Abschlusstabelle Gruppe G | Abschlusstabelle Gruppe G | Abschlusstabelle Gruppe G | Abschlusstabelle Gruppe G | Abschlusstabelle Gruppe G | Abschlusstabelle Gruppe G | Abschlusstabelle Gruppe G |
| Platz                     | Name                      | MP                        | Pkte                      | Aufn.                     | GD                        | BED                       | HS                        |
| ------------------------- | ------------------------- | ------------------------- | ------------------------- | ------------------------- | ------------------------- | ------------------------- | ------------------------- |
| 1                         | Xavier Gretillat          | 4:0                       | 250                       | 27                        | 9,25                      | 15,62                     | 42                        |
| 2                         | Henri Tilleman            | 2:2                       | 185                       | 17                        | 10,88                     | 13,88                     | 40                        |
| 3                         | Axel Büscher              | 0:4                       | 176                       | 28                        | 6,28                      | –                         | 38                        |

## Hauptturnier

### Gruppenphase
| Abschlusstabelle Gruppe A | Abschlusstabelle Gruppe A | Abschlusstabelle Gruppe A | Abschlusstabelle Gruppe A | Abschlusstabelle Gruppe A | Abschlusstabelle Gruppe A | Abschlusstabelle Gruppe A | Abschlusstabelle Gruppe A |
| Platz                     | Name                      | MP                        | Pkte                      | Aufn.                     | GD                        | BED                       | HS                        |
| ------------------------- | ------------------------- | ------------------------- | ------------------------- | ------------------------- | ------------------------- | ------------------------- | ------------------------- |
| 1                         | Dick Jaspers              | 6:0                       | 450                       | 29                        | 15,15                     | 37,50                     | 56                        |
| 2                         | Alain Rémond              | 3:3                       | 339                       | 29                        | 11,68                     | 25,00                     | 66                        |
| 3                         | Xavier Gretillat          | 2:4                       | 289                       | 47                        | 6,14                      | 6,00                      | 46                        |
| 4                         | Wolfgang Zenkner          | 1:5                       | 353                       | 53                        | 6,66                      | 7,89                      | 57                        |

| Abschlusstabelle Gruppe B | Abschlusstabelle Gruppe B | Abschlusstabelle Gruppe B | Abschlusstabelle Gruppe B | Abschlusstabelle Gruppe B | Abschlusstabelle Gruppe B | Abschlusstabelle Gruppe B | Abschlusstabelle Gruppe B |
| Platz                     | Name                      | MP                        | Pkte                      | Aufn.                     | GD                        | BED                       | HS                        |
| ------------------------- | ------------------------- | ------------------------- | ------------------------- | ------------------------- | ------------------------- | ------------------------- | ------------------------- |
| 1                         | Jean Paul de Bruijn       | 4:2                       | 391                       | 24                        | 16,29                     | 30,00                     | 83                        |
| 2                         | Fabian Blondeel           | 4:2                       | 370                       | 24                        | 15,41                     | 25,00                     | 77                        |
| 3                         | Arnim Kahofer             | 4:2                       | 353                       | 30                        | 11,76                     | 18,75                     | 60                        |
| 4                         | Michel van Silfhout       | 0:6                       | 322                       | 40                        | 8,05                      | –                         | 48                        |

### KO-Phase
|  | Halbfinale          | Halbfinale | Halbfinale | Halbfinale | Halbfinale | Halbfinale |                     |              | Finale | Finale | Finale | Finale | Finale | Finale |
|  |                     |            |            |            |            |            |                     |              |        |        |        |        |        |        |
|  |                     | MP         | Pkt.       | Aufn.      | GD         | HS         |                     |              |        |        |        |        |        |        |
|  |                     | MP         | Pkt.       | Aufn.      | GD         | HS         |                     |              |        |        |        |        |        |        |
|  | Jean Paul de Bruijn | 2          | 150        | 9          | 16,66      | 63         |                     |              |        |        |        |        |        |        |
|  | Jean Paul de Bruijn | 2          | 150        | 9          | 16,66      | 63         |                     | MP           | Pkt.   | Aufn.  | GD     | HS     |        |        |
|  | Alain Rémond        | 0          | 93         | 9          | 10,33      | 37         |                     | MP           | Pkt.   | Aufn.  | GD     | HS     |        |        |
|  | Alain Rémond        | 0          | 93         | 9          | 10,33      | 37         | Jean Paul de Bruijn | 2            | 150    | 8      | 18,75  | 58     |        |        |
|  |                     | MP         | Pkt.       | Aufn.      | GD         | HS         | Jean Paul de Bruijn | 2            | 150    | 8      | 18,75  | 58     |        |        |
|  |                     | MP         | Pkt.       | Aufn.      | GD         | HS         |                     | Dick Jaspers | 0      | 103    | 8      | 12,87  | 50     |        |
|  | Dick Jaspers        | 2          | 150        | 10         | 15,00      | 43         |                     | Dick Jaspers | 0      | 103    | 8      | 12,87  | 50     |        |
|  | Dick Jaspers        | 2          | 150        | 10         | 15,00      | 43         |                     |              |        |        |        |        |        |        |
|  | Fabian Blondeel     | 0          | 62         | 10         | 6,20       | 18         |                     |              |        |        |        |        |        |        |
|  | Fabian Blondeel     | 0          | 62         | 10         | 6,20       | 18         |                     |              |        |        |        |        |        |        |

## Abschlusstabelle
| MP    | Match Points (Sieger = 2; Unentschieden = 1; Verlierer = 0) |
| Pkte. | Erzielte Karambolagen                                       |
| Aufn. | Benötigte Versuche                                          |
| GD    | Generaldurchschnitt                                         |
| BED   | Bester Einzeldurchschnitt eines Spielers                    |
| HS    | Höchstserie                                                 |
|       | Bester GD des Turniers                                      |
|       | Bester ED des Turniers                                      |
|       | Beste HS des Turniers                                       |
|       | 1. Platz (Gold)                                             |
|       | 2. Platz (Silber)                                           |
|       | 3. Platz (Bronze)                                           |

| Phase                                | Platz | Name                | MP  | Pkt. | Aufn. | GD    | BED   | HS |
| ------------------------------------ | ----- | ------------------- | --- | ---- | ----- | ----- | ----- | -- |
| Finale                               | 1     | Jean Paul de Bruijn | 8:2 | 691  | 41    | 16,85 | 30,00 | 83 |
| Finale                               | 2     | Dick Jaspers        | 8:2 | 703  | 47    | 14,95 | 37,50 | 59 |
| Halb- finale                         | 3     | Fabian Blondeel     | 4:4 | 432  | 34    | 12,70 | 25,00 | 77 |
| Halb- finale                         | 3     | Alain Rémond        | 3:5 | 432  | 38    | 11,36 | 25,00 | 66 |
| Gruppen- phase                       | 5     | Arnim Kahofer       | 4:2 | 353  | 30    | 11,76 | 18,75 | 60 |
| Gruppen- phase                       | 6     | Xavier Gretillat    | 2:4 | 289  | 47    | 6,14  | 6,00  | 46 |
| Gruppen- phase                       | 7     | Wolfgang Zenkner    | 1:5 | 353  | 53    | 6,66  | 7,89  | 57 |
| Gruppen- phase                       | 8     | Michel van Silfhout | 0:6 | 322  | 40    | 8,05  | –     | 49 |
| Turnierdurchschnitt: Endrunde: 10,83 |       |                     |     |      |       |       |       |    |